# Thelotrema subhiatum
Thelotrema subhiatum är en lavart som beskrevs av Patw. & Nagarkar 1980. Thelotrema subhiatum ingår i släktet Thelotrema och familjen Thelotremataceae.   Inga underarter finns listade i Catalogue of Life.